# Máriapócs
Máriapócs est une ville et une commune du comitat de Szabolcs-Szatmár-Bereg en Hongrie.

## Personnalités
- En 1729, Ioan Micu (à l'avenir l'évêque Inocenţiu Micu-Klein) a été ordonné prêtre dans l'église de l'Immaculée Baignée de larmes de Pócs, aujourd'hui Máriapócs.

## Galerie des images

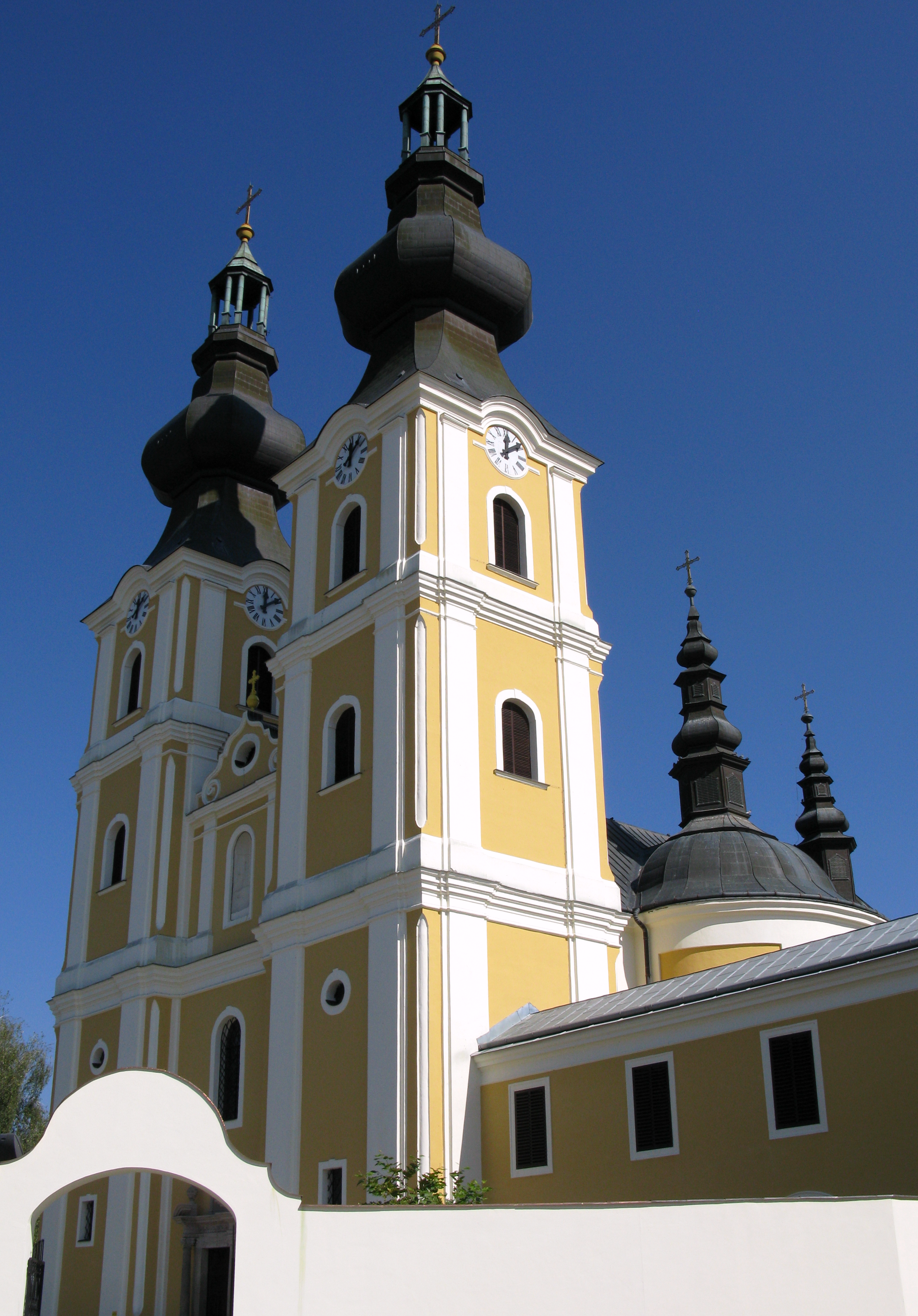
L'église grecque-catholique Saint-Michel-Archange, de l'Immaculée Baignée de larmes, à Máriapócs